# Dehio Niederösterreich nördlich der Donau 1990
Das Dehio-Handbuch – Die Kunstdenkmäler Österreichs – Niederösterreich nördlich der Donau erschien 1990 als achter Band in der vom Bundesdenkmalamt 1976 begonnenen neuen österreichischen Dehio-Serie. 2003 folgte der Band Niederösterreich südlich der Donau.

## Allgemeines
Das Handbuch verzeichnet Denkmäler im Sinne des § 1 des Denkmalschutzgesetzes – also unbewegliche und bewegliche Gegenstände von geschichtlicher, künstlerischer und sonstiger kultureller Bedeutung –, allerdings unabhängig von einem öffentlichen Interesse an der Erhaltung. Einerseits ist der Dehio ein Hilfsmittel der Denkmälerforschung, andererseits ein Kunstführer, wie er auch die Wertschätzung für die Kunst- und Kulturdenkmäler in die Breite tragen soll.
Die Arbeiten zu Niederösterreich wurden 1978 mit Eva Frodl-Kraft begonnen, wobei mit dem Landeskonservat für Niederösterreich 1980 entschieden wurde, dazu zwei Bände, nördlich und südlich der Donau, herauszugeben. Für Niederösterreich nördlich der Donau brauchte es bis zur Veröffentlichung 10 Jahre, auch bedingt durch die subtiler gewordenen Inventarisierungsmethoden und einen häufigen Wechsel der Autoren.
Mitgewirkt hat das Landeskonservatoriat für Niederösterreich mit dem Leiter Werner Kitlitschka mit Erich Zinsler, Ulrike Knall-Brskovsky und Renate Madritsch. Helmut Windl vom Landesmuseum Niederösterreich arbeitete zu den ur- und frühgeschichtlichen Denkmälern. Die Liste der historischen Orgeln wurde von Hans Heiling erstellt, von Karl Schütz redigiert und von Walter Brauneis überarbeitet und ergänzt. Hans Stöckelmaier ergänzte bedeutende historische Musikinstrumente, wobei historische Glocken dem Werk Tönendes Erz (1961) von Andreas Weißenbäck und Josef Pfundner entnommen wurden. Hilfe gab Elga Lanc zu den Angelegenheiten der mittelalterlichen Malerei und Elisabeth Oberhaidacher zur Glasmalerei. Zahlreiche Personen unterstützten das Unternehmen durch Planeinsichtnahmen und Fotografien, im Besonderen wurde der Abt Bernhard Naber vom Stift Altenburg genannt.

## Nennung
- Dehio-Handbuch. Die Kunstdenkmäler Österreichs. Niederösterreich nördlich der Donau. Bearbeitet von Evelyn Benesch, Bernd Euler-Rolle, Claudia Haas, Renate Holzschuh-Hofer, Wolfgang Huber, Katharina Packpfeifer, Eva Maria Vancsa-Tironiek, Wolfgang Vogg. Beiträge von Géza Hajós, Horst Richard Huber, Wolfgang Komzak, Johann Kräftner, Markus Kristan, Johannes-Wolfgang Neugebauer, Inge Podbrecky, Lothar Schultes, Margareta Vyoral-Tschapka, Helmut Windl. Verlag Anton Schroll & Co, Wien 1990, ISBN 3-7031-0652-2.
  - 2. unveränderte Auflage 2010, Verlag Berger, Horn, ISBN 978-3-85028-395-3.